# 3870 Mayré
3870 Mayré là một tiểu hành tinh vành đai chính với chu kỳ quỹ đạo là 1552.3840350 ngày (4.25 năm).
Nó được phát hiện ngày 13 tháng 2 năm 1988.